# NGC 4732
NGC 4732 ist eine Elliptische Galaxie vom Hubble-Typ E5 mit aktivem Galaxienkern im Sternbild Großer Bär am Nordsternhimmel. Sie ist schätzungsweise 447 Millionen Lichtjahre von der Milchstraße entfernt und hat einen Durchmesser von etwa 140.000 Lichtjahren. Vom Sonnensystem aus entfernt sich die Galaxie mit einer errechneten Radialgeschwindigkeit von näherungsweise 9.900 Kilometern pro Sekunde.
Im selben Himmelsareal befinden sich u. a. die Galaxien IC 830, PGC 242051, PGC 2421510, PGC 2426418.
Das Objekt wurde am 26. April 1789 von Wilhelm Herschel mit einem 18,7–Zoll–Spiegelteleskop entdeckt, der sie dabei mit „F, S, vsmbM“ beschrieb.